# Hollywood (Floryda)

Położenie miasta

Hollywood – miasto w Stanach Zjednoczonych, w stanie Floryda, w hrabstwie Broward, w obszarze metropolitalnym Miami, nad Oceanem Atlantyckim. Według spisu w 2020 roku liczy 153,1 tys. mieszkańców. 

## Urodzeni w Hollywood
- Victoria Justice – aktorka i piosenkarka[2]
- Bethany Joy Lenz – aktorka
- Mike Napoli – baseballista
- Steve Blake – koszykarz
- Seth Gabel – aktor
- Sachia Vickery – tenisistka
- Norman Reedus – aktor

## Miasta partnerskie
- Lecherías, Wenezuela
- Ciudad de la Costa, Urugwaj
- Gwatemala, Gwatemala
- Herclijja, Izrael
- Romorantin-Lanthenay, Francja
- Baia Mare, Rumunia
- Higüey, Dominikana
- Vlorë, Albania